# Robo al Banco Central de Fortaleza

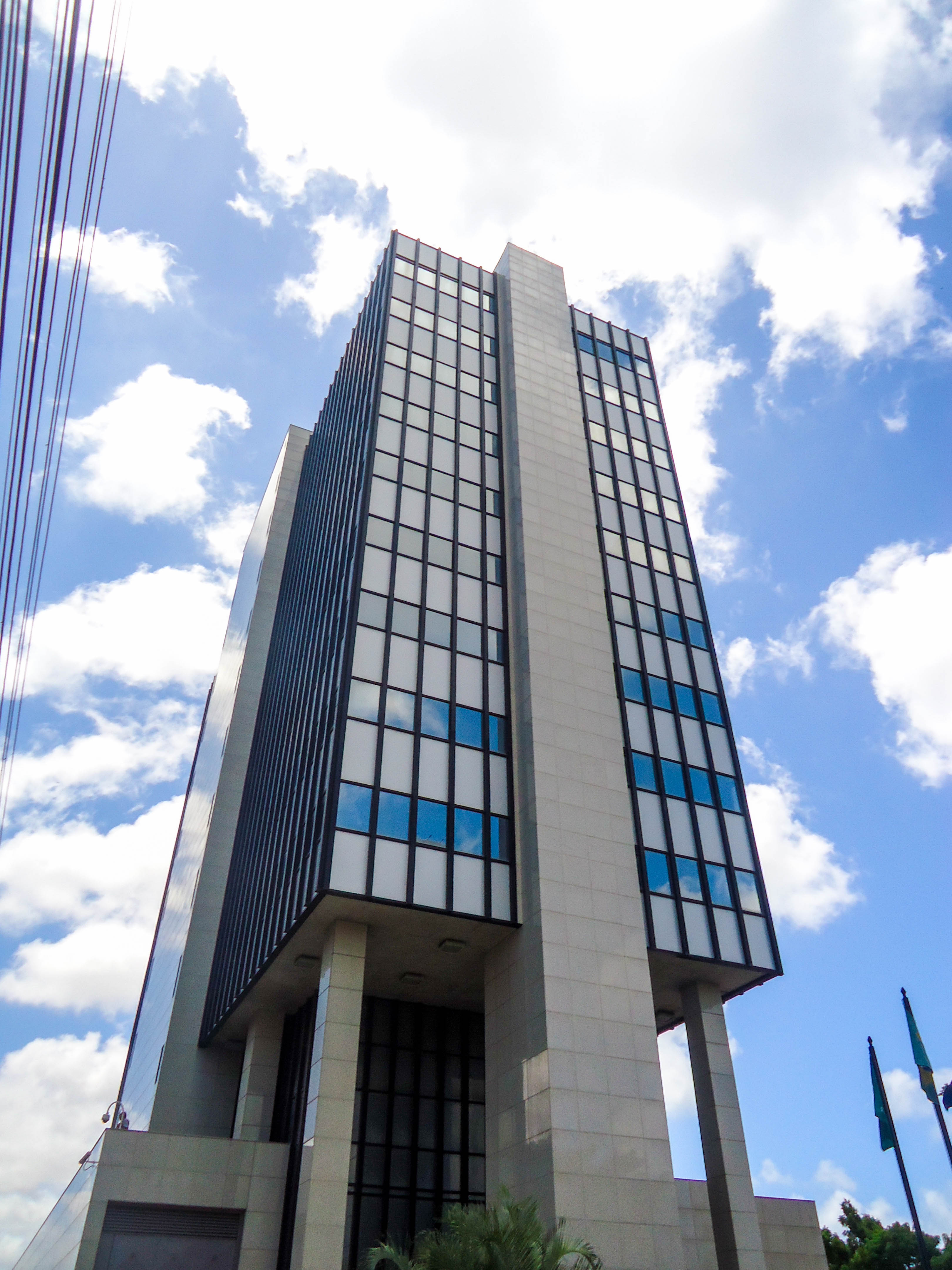
Edificio del Banco Central en Fortaleza, Brasil.

El robo al Banco Central se llevó a cabo en Fortaleza, una ciudad del nordeste de Brasil. Se trata de uno de los robos más grandes del mundo, junto con el robo 1987 del depósito de seguridad de Knightsbridge en Londres.

## El Robo
En el fin de semana del 6 y 7 de agosto de 2005, una banda de ladrones realizó un robo mediante la construcción de un túnel en el Banco Central de Fortaleza. Los ladrones se hicieron con una cantidad de dinero estimada en 164.755.150 de reales, unos 60 millones de dólares, £38.6 millones de libras o €59 millones de euros, si bien inicialmente se dijo que se habían sustraído unos 156 millones de reales. El dinero no estaba asegurado, como indicó una portavoz del banco, ya que los riesgos eran demasiado pequeños como para justificar las primas de seguro. 
Para el robo, eligieron billetes que iban a ser sacados fuera de circulación, por lo que los números de serie no estaban registrados, y así se aseguraron de no ser rastreados. 
Los ladrones consiguieron evadir o inhabilitar los sistemas de alarma internos y los sensores del banco; el robo no se descubrió hasta que el banco se abrió el lunes 8 de agosto por la mañana.

## Planeamiento
Con tres meses de anterioridad la pandilla de ladrones alquiló una casa vacía en el centro de la ciudad y después, desde allí, construyó un túnel 78 metros bajo dos bloques que quedaban debajo del banco. La pandilla renovó la casa y puso un letrero de una compañía jardinera que vendía hierba natural y artificial así como las plantas. Los vecinos estimaban que la pandilla estaba integrada entre seis y diez hombres, y han descrito cómo vieron una furgoneta cargada con tierra (que era quitada diariamente del suelo), pero entendieron que esto era una actividad normal del negocio. El túnel era cuadrado de 70 centímetros, con 4 metros de profundidad. Fue muy bien construido : estaba alineado con madera y plástico y tenía sus propios sistemas de la iluminación y de aire acondicionado.

## Ejecución
En el fin de semana, la pandilla atravesó 1.1 metros de concreto acero-reforzado para entrar en la cámara acorazada del banco. Los billetes del banco pesaban aproximadamente 3.500 kilogramos por lo que habrían requerido una cantidad considerable de tiempo y de esfuerzo para cargar el dinero.

## Investigación
"Trabajaron por varios meses", dijo la policía, "la compañía de jardines trabajaba desde marzo. Tenían equipo sofisticado, incluyendo GPS (sistemas de posicionamiento global) y expertos en matemáticas, ingeniería y excavación." 
El policía localizó un carro con una insignia de Grama Sintética (césped sintético) encontrada en la casa alquilada. Un cortador de pernos, un soplete de soldar, una sierra eléctrica y otras herramientas fueron usadas para penetrar la barrera de hormigón. Los ladrones cubrieron la casa con polvo blanco para hacer la recopilación de huellas digitales más difícil.
- Datos: Q622182
- Noticias: Uno de los mayores asaltos bancarios del mundo ocurre en Brasil